# Jardín exótico de Ponteilla
El Jardín exótico de Ponteilla ( en francés : Jardin exotique de Ponteilla y en catalán : Jardí exòtic de Pontellà) es un jardín botánico de 3 hectáreas de extensión, ubicado en Ponteilla, Francia.

## Localización
Jardin exotique de Ponteilla Route de Nyls, Ponteilla, Départament de Pyrénées-Orientales, Languedoc-Roussillon, France-Francia. 
Planos y vistas satelitales, 42°37′22.38″N 2°49′15.94″E / 42.6228833, 2.8210944
Está abierto al público en los meses cálidos del año. Se paga una tarifa de entrada. 

## Historia
El jardín botánico fue creado en 1991 en los terrenos de un antiguo viñedo, y se abrió al público en 1994. 

## Colecciones
Actualmente el jardín botánico contiene más de 1,800 variedades de plantas de todo el mundo, incluyendo:
- Cactus,
- Bambús,
- Palmas,
- Eucalyptus
- Plantas carnívoras.